# Крис Касперски
Крис Касперски (настоящее имя Николай Владимирович Лихачёв; 2 ноября 1976, село Успенское, Краснодарский край — 18 февраля 2017, Дейтона-Бич, Флорида, США) — российский IT-журналист, программист, хакер.
Псевдоним «Крис Касперски» появился из-за большой любви к мультфильму про привидение Каспера и Крису Кельми. В своё время, во избежание путаницы с создателем антивируса Евгением Касперским, Крис удалил последнюю букву из своего авторского псевдонима. Также известен под псевдонимами мыщъх, nezumi (яп. 鼠, мышь), n2k, elraton, souriz, tikus, muss, farah, jardon, KPNC. Псевдоним «мыщъх» взят на основе любви Криса к роману «Дюна» (цитаты из которого часто использовались автором, в частности в первой книге «Техника и философия хакерских атак»), главный герой которого носил имя Муад’Диб, что означает пустынную мышь.

## Биография
Родился 2 ноября 1976 года в селе Успенское Краснодарского края. При рождении получил имя Николай. В возрасте нескольких недель, когда врач по ошибке сделала ему инъекцию хлористого кальция, перенёс инсульт. Частично омертвели ткани мозга, что привело к лёгкому аутизму. В семь лет сделал первый работающий радиоприёмник. В начальных классах у Касперски появился первый компьютер — Правец 8Д, болгарский клон британской машины Oric Atmos с документацией на болгарском языке. Компьютер подключался к магнитофону и цветному телевизору. На Правце Николай написал первую игру:

Нолик и знак «больше» символизировали рыбку, она бегала по экрану взад-вперед, а в центре был рыбак в виде знака вопроса. Чтобы поймать рыбку, нужно было нажать пробел.

Следующий компьютер был Электроника БК-0010, за которым Касперски освоил ассемблер. Третьим компьютером был ZX Spectrum, четвёртым — Агат.
Окончил школу с серебряной медалью. Без экзаменов поступил в Таганрогский радиотехнический университет на специальность «Проектирование микроконтроллеров», но бросил учёбу еще до первой сессии и вернулся в родное село. Поступил в следующем году, «чтобы успокоить маму» и снова бросил. В те годы у Касперски появился IBM PC с жёстким диском на 20 МБ и цветным монитором. В Таганроге Касперски вместе со знакомым организовали кооператив, в котором оказывали услуги системного администрирования. Через некоторое время компаньон скрылся с деньгами, а Касперски пришлось отдать оставшиеся деньги и компьютер рэкетирам и вернуться в родное село.
Далее были какие-то попытки снова открыть бизнес в Армавире, поездки в Краснодар, Ростов и Москву.

Однажды в Москве, на лестничном пролете, служившем для сотрудников курилкой, произошла историческая и единственная встреча двух Касперских. Крис пришел в лабораторию антивирусов Евгения Касперского, предложил пару идей, но сотрудничества не вышло: «Я не знаю почему, но как только в лаборатории разговор заходит обо мне, у них сразу портится настроение. Теперь они распространяют слухи, что я у них три недели работал, они взяли меня смеха ради, а потом выгнали. Сейчас мы с Касперским в параллельных плоскостях находимся, я не мешаю его бизнесу, а он не мешает моему. Я даже специально убрал „й“ из псевдонима, чтобы нас не путали. Но он меня всё равно не любит».

### Публикации
Первая статья, написанная Касперски, увидела свет, когда он ещё учился в школе. Её напечатал журнал «Звездочёт», а сама статья была посвящена астрономии.
Касперски начал активно писать в 1998 году в эхоконференции Фидо RU.HACKER. Там его сообщения были замечены Дмитрием Садченко, который устроил ему знакомство с издательством «Солон-Пресс». В 1999 году издательство Солон-Пресс издала первую книгу — «Техника и философия хакерских атак», за которую Касперски получил гонорар 50 000 р. Верстальщик Сергей Тарасов так вспоминает общение с Касперски:

Первый раз он приехал с отцом, — позже его справочники по электротехнике мы тоже стали издавать. Крис хорошо говорил и писал, а главное, был без закидонов и лишнего самомнения. Голова у него работала невероятно — он программировал буквально в уме.

На 2008 год издано 16 книг, в том числе и несколько переводов на английский. Книги посвящены защите информации и оптимизации программ, компьютерным вирусам и дизассемблированию. Также среди книг — «Энциклопедия примет погоды». Некоторые его статьи и топики на форумах посвящены телескопам и наблюдению звёздного неба. Статьи Касперски публиковались в журналах «Системный администратор», «Байт», «Звездочёт», «Хакер», «Хакер-спец», «IT спец», «Программист», «Компьютерра», «Mobi». Главный редактор журнала «Хакер» Никита Кислицин вспоминал:

Ни я, ни кто-то другой из редакции его вживую не видел. Общаемся по почте и телефону. Он маниакально увлечённый человек, к нему всегда можно обратиться с просьбой типа «Нужно до завтрашнего утра разреверсить WM Keeper, выяснить, что он палит на компьютере, и написать об этом статью на 25 килобайт».

С 2008 года Касперски в целях расширения аудитории начал писать книги на английском языке. В конце октября 2008 на конференции Hack in the Box в Куала-Лумпуре намеревался выступить с докладом о принципиально новых дырах в процессорах Intel, пригодных для удалённого захвата многих серверов. Также Крис Касперски в декабре 2008 года завёл блог на английском языке.

### Работа и жизнь в США
Долгое время Касперски вёл уединённый образ жизни в родном селе. С июня 2008 года удалённо работал на американскую компанию «Endeavor Security», которая занималась безопасностью компьютеров и сетей; в том же году переехал в США. В 2009 году Endeavor Security была приобретена компанией McAfee. Касперски продолжил работу в этой компании в её офисе в городе Рестон (Виргиния) недалеко от Вашингтона.

«Крис знает ответ на самый главный вопрос в безопасности — как это работает, — говорит генеральный директор компании Кристофер Джордан. — И ещё он моментально рождает новые идеи». «Известность Касперски за пределами России не преувеличена, — поясняет другой сотрудник Endeavor Элис Чанг, — он очень известный хакер, причём именно в первоначальном значении этого слова: человек, который понимает самые основы того, как работает программа».

Работая в McAfee и проживая в Рестоне, Касперски периодически выезжал из США (в Россию, на конференции и научные мероприятия в других странах). Он также занялся парашютным спортом, а кроме того завёл коллекцию уникального стрелкового оружия.

### Смерть
В пятницу 10 февраля 2017 года около 9 утра Касперски получил тяжелейшие травмы в результате жёсткого приземления после прыжка с парашютом в Парашютном центре «Skydive DeLand», находящемся в муниципальном аэропорту DeLand (DED) во Флориде. В отчёте об инциденте, опубликованном в понедельник полицией города Де-Ленд (DeLand), указано, что у 40-летнего скайдайвера Николая Лихачева, совершившего 200 прыжков (большинство из них в «Skydive DeLand»), были сложные повреждения головы и перелом левой ноги.
Травмированного Касперски доставили в реанимацию больницы Halifax Health Medical Center, расположенной в 29 км от аэропорта в соседнем крупном городе Дейтона-Бич. По сообщению медперсонала Медцентра, он всё время находился в реанимации и был не в состоянии общаться.
Касперски был отключён от системы жизнеобеспечения и скончался от ран через неделю, 18 февраля 2017 года.
Похоронен на кладбище в родном селе.

## Основные работы
- Техника и философия хакерских атак. — М.: Солон-Р, 1999, ISBN 5-93455-015-2
- Образ мышления — дизассемблер IDA. — М.: Солон-Р, 2001, ISBN 5-93455-093-4
- Техника сетевых атак. — М.: Солон-Р, 2001, ISBN 5-93455-078-0
- Фундаментальные основы хакерства. Искусство дизассемблирования. — М.: Солон-Р, 2002, ISBN 5-93455-175-2
- Записки исследователя компьютерных вирусов. — СПб.: Питер, 2006, ISBN 5-469-00331-0
- Энциклопедия примет погоды. Предсказание погоды по местным признакам. — М.: Солон-Пресс, 2004, ISBN 5-98003-126-X
- Hacker Disassembling Uncovered, ISBN 978-1-931769-46-4
- Shellcoder’s Programming Uncovered, ISBN 978-1-931769-46-4
- Data Recovery Tips & Solutions: Windows, Linux, and BSD, ISBN 978-1-931769-56-3
- CD Cracking Uncovered Protection Against Unsanctioned, ISBN 978-81-7008-818-9
- CD Cracking Uncovered: Protection Against Unsanctioned CD Copying, ISBN 978-1-931769-33-4
- Hacker Debugging Uncovered, ISBN 978-1-931769-40-2
- Code Optimization: Effective Memory Usage, ISBN 978-1-931769-24-2

### Публикации по ИТ
- Статьи и книги Касперски
- Архив книг
- Доклад на конференции Hack in the Box об уязвимости процессоров Intel
- Статьи в журнале «Системный администратор»: список
- Статьи в журнале «Хакер»: список
- Статьи в журнале «Компьютерра»: Список статей
- Статьи в журнале «Mobi»: Список статей
- Статьи в журнале «Домашний компьютер»
- Борьба с вирусами: опыт контртеррористических операций
- Побег через брандмаузер плюс терминализация всей NT

### Публикации по астрономии
- Выбор телескопа
- Возможности трубы ЗРТ-457 и монокуляра МП20х60
- Наблюдения галактик Треугольника с Альтаиром
- Мицар vs Альтаир
- Исходники вселенной